# Санти-Пьетро-э-Паоло-а-Виа-Остиенсе (титулярная церковь)
Титулярная церковь Санти-Пьетро-э-Паоло-а-Виа-Остиенсе (лат. Titulus Sanctorum Petri et Pauli in via Ostiensi) — титулярная церковь была создана Папой Павлом VI 5 февраля 1965 года апостольской конституцией Cum Nobis. Титул принадлежит церкви Санти-Пьетро-э-Паоло-а-Виа-Остиенсе, расположенной в квартале Рима Еуропа, на пьяццале деи Санти-Пьетро-э-Паоло.

## Список кардиналов-священников титулярной церкви Санти-Пьетро-э-Паоло-а-Виа-Остиенсе
- Франьо Шепер — (22 февраля 1965 — 30 апреля 1981, до смерти);
  - вакансия (1981 — 1985);
- Рикардо Хамин Видаль — (25 мая 1985 — 18 октября 2017, до смерти);
- Педро Рикардо Баррето Химено — (28 июня 2018 — по настоящее время).